# Euclides Quandt de Oliveira
Euclides Quandt de Oliveira (Rio de Janeiro, 23 de novembro de 1919 — Petrópolis, 19 de julho de 2013) foi um militar e político brasileiro.
Carreira Militar e Contribuições na Área de Telecomunicações
Ingressou na Marinha do Brasil em 1937, após aprovação em concurso público. Foi promovido a segundo-tenente em 1942. Em 1943, serviu no Serviço de Comunicações do Comando da Força Naval do Nordeste, em Recife. No final de 1944, foi enviado aos Estados Unidos, onde participou de diversos cursos, especialmente na área de navegação. Retornando ao Brasil em 1945, tornou-se instrutor no Centro de Instrução de Natal (cidade). Durante a Segunda Guerra Mundial, esteve envolvido em diversas operações militares.
Após a guerra, continuou a desempenhar funções militares, com especial foco na área de comunicação. Entre 1965 e 1967, presidiu o Conselho Nacional de Telecomunicações (Contel). Em 1969, passou para a reserva e, no mesmo ano, assumiu a Diretoria de Telecomunicações da Siemens do Brasil, onde permaneceu até 1972. Nesse ano, foi nomeado presidente das Telecomunicações Brasileiras S.A. (Telebrás), cargo que ocupou até 1974.
De 1974 a 1979, durante o governo do presidente Ernesto Geisel, foi Ministro das Comunicações. Após deixar o governo, presidiu a Transit Semicondutores até 1980. Mais tarde, atuou como assessor da Unesco em assuntos de divulgação de informações e como consultor na área de telecomunicações e informática, chegando a fundar uma empresa voltada para esse setor. 

## Livros publicados
- Renascem as telecomunicações: Construção e operação do sistema